# Émile Dubois (homme politique, 1853-1904)
Pour les articles homonymes, voir Dubois et Émile Dubois.
Émile Jules Dubois, dit Émile Dubois, né le 28 décembre 1853 à Saint-Léonard-de-Noblat (Haute-Vienne) et mort le 7 mai 1904 à Paris, est un médecin et homme politique français.

## Biographie
Professeur des écoles à Paris, il est ensuite médecin. Conseiller municipal en 1882, il est président du conseil général de la Seine de 1897 à 1898. Il est député de la Seine de 1898 à 1904, inscrit au groupe Républicain socialiste. Il est président de la commission de l'hygiène publique en 1901.
Il est inhumé au cimetière du Père-Lachaise (81e division).

## Sources
- « Émile Dubois (homme politique, 1853-1904) », dans le Dictionnaire des parlementaires français (1889-1940), sous la direction de Jean Jolly, PUF, 1960 [détail de l’édition]